# Parafia Narodzenia Najświętszej Maryi Panny w Goleniowach
Parafia Narodzenia Najświętszej Maryi Panny w Goleniowach – parafia rzymskokatolicka, znajdująca się w diecezji kieleckiej, w dekanacie szczekocińskim.